# 鐵冬青
鐵冬青，別名為白沈香、白銀香、馬口樹、圓葉冬青、白銀、糊樗與龍膽仔等。主要原產在中国大陆、日本、韓國、台灣以及中南半島等地，在日本稱為「黑鐵黐」（／），英文名稱為Kurogane Holly。樹高約10公尺左右，花期大多在春季或夏初，秋冬結橢圓形小粒紅色的果實。屬於冬青科冬青屬多年生的常綠喬木，雌雄異株。常見生長於低海拔的闊葉林，同時是引誘鳥類的植物之一。

## 概要
鐵冬青葉片成倒卵形或廣橢圓形，單葉互生且光滑無托葉，葉緣微波浪狀全緣，正反面的顏色差異明顯，葉肉較厚呈深綠色，長約5.5公分至7.5公分，葉柄長6公厘至7公厘。
花期約在4月到6月左右，呈黃白色花朵，因為雌雄異株的關係，每顆樹皆為單性花，屬於繖房花序。花瓣一般都是5片居多，但也有4片、6片或7片的花朵，並且帶有芳香，花萼約4—5片，分裂成瓦狀排列，雌花的花瓣在基部為合生狀態，在中央有個大又明顯的雌蕊，同時擁有雄蕊，但是已經退化而顯得比較小；雄花為離生，雄蕊較為明顯。花藥有2室以縱裂分開，另外還有花柱頂生。
新枝初長出來時是紫色而且呈稜角狀，雄株會開花但不會結果，雌株在花期過後會結成橢圓狀的紅色小果實，數量很多，果實鮮豔是鳥類覓食的目標。

## 栽培與功用

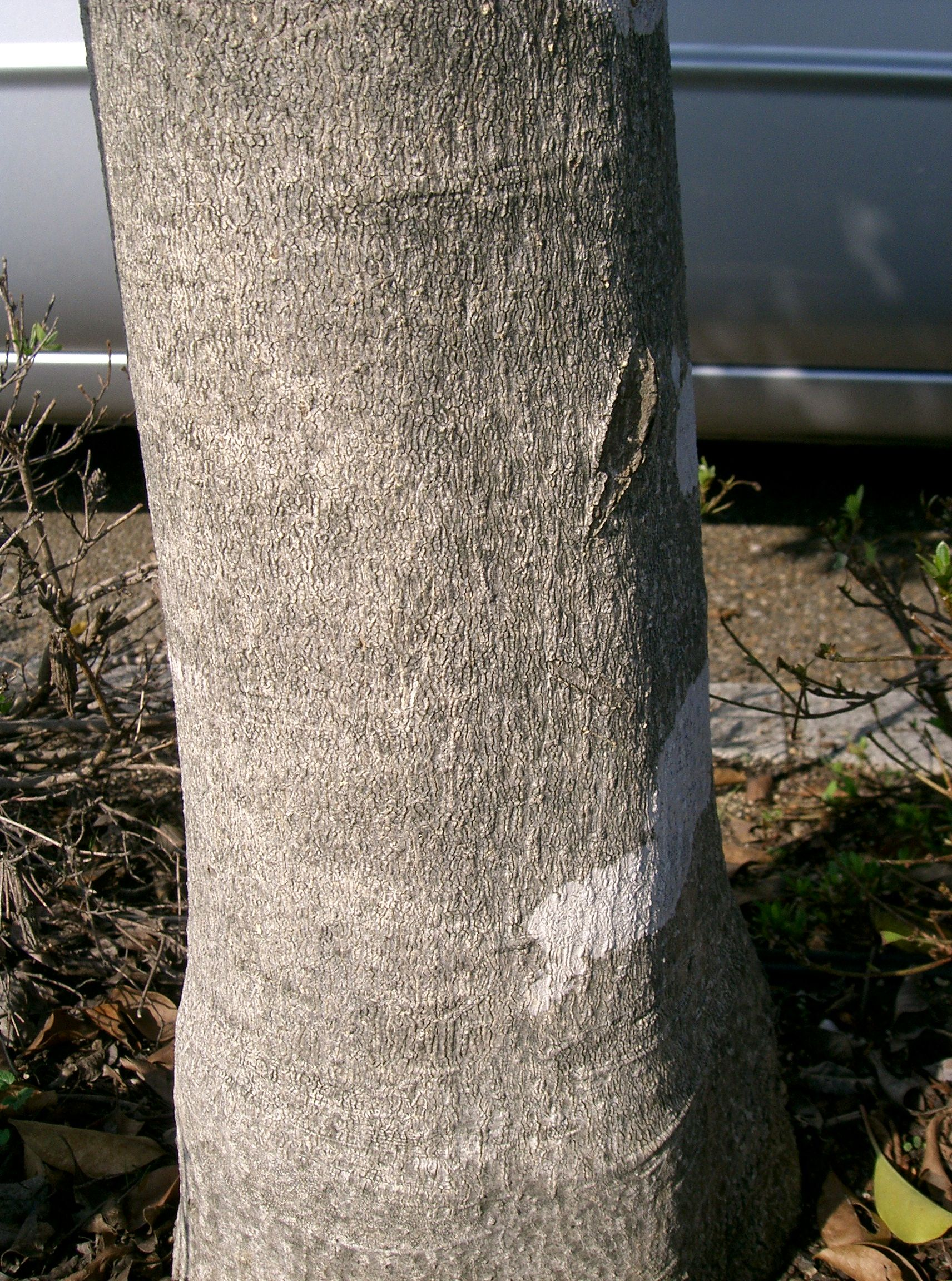
鐵冬青樹幹

鐵冬青一般大多為景觀種植的樹木。樹皮為灰白色，可以萃取出鳥膠等鞣料（birdlime），其質量並不會很好，不過曾經也有應用於染劑上的功用。
鐵冬青亦有人稱為「救必應」，在民間有治療的功效，據說樹皮還有根與葉可以入藥，可以治療感冒高熱以及各種炎症，一般製為涼茶飲用。1998年香港中文大學的中醫學院曾研製出「三冬茶」，鐵冬青就是其中的用料之一。
目前栽植大多以播種或扦插的方式，生長快速，在特性上比較耐旱與耐溫，最適的栽植環境溫度約在攝氏18℃—30℃左右。陽光充足、排水性良好的地點最佳。